# 澜沧囊瓣芹
澜沧囊瓣芹（学名：Pternopetalum delavayi）为伞形科囊瓣芹属的植物，是中国的特有植物。分布在中国大陆的四川、云南、西藏等地，生长于海拔2,300米至3,600米的地区，多生长于草坡、河边、山涧、灌丛以及林下，目前尚未由人工引种栽培。